# Pichaevsky (huyện)
Huyện Pichaevsky (tiếng Nga: ? райо́н) là một huyện hành chính tự quản (raion), của Tỉnh Tambov, Nga. Huyện có diện tích 1301 kilômét vuông, dân số thời điểm ngày 1 tháng 1 năm 2000 là 17700 người. Trung tâm của huyện đóng ở Pichaevo.